# Feeding Frenzy
Feeding Frenzy — компьютерная игра, выпущенная в 2004 году компанией-разработчиком Sprout Games. Цель игры — начав её с маленькой рыбкой, на каждом уровне поедать других обитателей моря, расти и на последнем уровне сразиться с Акульим Царём.
В 2006 году компания PopCap Games выпустила игру-продолжение — Feeding Frenzy 2: Shipwreck Showdown.

## Отзывы
| Сводный рейтинг | Сводный рейтинг |
| Агрегатор       | Оценка          |
| --------------- | --------------- |
| GameRankings    | 61,61 %         |